# Montenegrinische Fußballnationalmannschaft (U-21-Männer)
Die montenegrinische Fußballnationalmannschaft der U-21-Männer ist die Auswahl montenegrinischer Fußballspieler der Altersklasse U-21. Sie repräsentiert seit 2007 die Fudbalski savez Crne Gore auf internationaler Ebene, beispielsweise in Freundschaftsspielen gegen die Auswahlmannschaften anderer nationaler Verbände, aber auch bei der in dieser Altersklasse ausgetragenen Europameisterschaft.

## Teilnahme bei U-21 Europameisterschaften
| 2009 in Schweden             | nicht qualifiziert |
| 2011 in Dänemark             | nicht qualifiziert |
| 2013 in Israel               | nicht qualifiziert |
| 2015 in Tschechien           | nicht qualifiziert |
| 2017 in Polen                | nicht qualifiziert |
| 2019 in Italien & San Marino | nicht qualifiziert |
| 2021 in Slowenien & Ungarn   | nicht qualifiziert |
| 2023 in Rumänien & Georgien  | nicht qualifiziert |
| 2025 in der Slowakei         | nicht qualifiziert |

## Bekannte Spieler
- Stevan Jovetić (2010–2013)
- Stefan Mugoša (2011–2014)
- Aleksandar Boljević (2012–2016)
- Meris Skenderović (2017–2019)
- Omar Sijarić (2021)

## Alle Trainer
- Dušan Vlaisavljević (2007–2016)
- Miodrag Vukotić (seit 2018)